# Xã Hagel, Quận Pierce, Bắc Dakota
Xã Hagel (tiếng Anh: Hagel Township) là một xã thuộc quận Pierce, tiểu bang Bắc Dakota, Hoa Kỳ. Năm 2010, dân số của xã này là 87 người.